# Velarisering
Velarisering är en modifiering av ett språkljud som uppstår när den bakre delen av tungan höjs mot mjuka gommen när ljudet artikuleras. I det internationella fonetiska alfabetet (IPA) betecknas det vanligtvis med ett upphöjt gamma, [ˠ] eller med ett tilde igenom det modifierade ljudet, ett tecken som också kan användas för faryngalisering. Ljud velariseras sällan i svenskan, men i bland annat engelskan skiljer man i flera dialekter mellan ”ljust l” (light) och ”mörkt l (dark). Den förstnämnda är ett vanligt [l], en så kallad alveolar lateral approximant, som i ordet light, medan det sistnämnda är velariserat och betecknas [ɫ], som i ordet full.
I bland annat iriskan skiljer man fonemiskt mellan palataliserade ljud och velariserade ljud. Till exempel är den enda uttalsskillnaden mellan bó ”ko” och beo ”levande”, är att bó uttalas med ett velariserat b, medan beo uttalas med ett palataliserat.